# Grand Prix Belgii 1956
Grand Prix Belgii 1956 (oryg. Grand Prix de Belgique) – 4. runda Mistrzostw Świata Formuły 1 w sezonie 1956, która odbyła się 3 czerwca 1956 po raz 7. na torze Circuit de Spa-Francorchamps.
18. Grand Prix Belgii, 7. zaliczane do Mistrzostw Świata Formuły 1.

## Wyniki

### Kwalifikacje
Źródło: statsf1.com
| P  | Nr | Kierowca            | Konstruktor(-silnik) | Opony | Czas   | Odstęp | Strata |
| -- | -- | ------------------- | -------------------- | ----- | ------ | ------ | ------ |
| 1  | 2  | Juan Manuel Fangio  | Ferrari              | E     | 4:09,8 | –      | –      |
| 2  | 30 | Stirling Moss       | Maserati             | P     | 4:14,7 | +4,9   | +4,9   |
| 3  | 8  | Peter Collins       | Ferrari              | E     | 4:15,3 | +0,6   | +5,5   |
| 4  | 32 | Jean Behra          | Maserati             | P     | 4:16,0 | +0,7   | +6,2   |
| 5  | 4  | Eugenio Castellotti | Ferrari              | E     | 4:16,0 | +0,0   | +6,2   |
| 6  | 10 | Harry Schell        | Vanwall              | P     | 4:19,0 | +3,0   | +9,2   |
| 7  | 12 | Maurice Trintignant | Vanwall              | P     | 4:22,2 | +3,2   | +12,4  |
| 8  | 6  | Paul Frère          | Ferrari              | E     | 4:23,2 | +1,0   | +13,4  |
| 9  | 34 | Cesare Perdisa      | Maserati             | P     | 4:35,7 | +12,5  | +25,9  |
| 10 | 24 | Louis Rosier        | Maserati             | P     | 4:35,9 | +0,2   | +26,1  |
| 11 | 22 | Luigi Villoresi     | Maserati             | P     | 4:37,2 | +1,3   | +27,4  |
| 12 | 28 | Piero Scotti        | Connaught-Alta       | P     | 4:41,9 | +4,7   | +32,1  |
| 13 | 36 | Francisco Godia     | Maserati             | P     | 4:49,8 | +7,9   | +40,0  |
| 14 | 26 | Horace Gould        | Maserati             | D     | 4:50,4 | +0,6   | +40,6  |
| 15 | 20 | André Pilette       | Ferrari              | E     | 4:51,9 | +1,5   | +42,1  |
| P  | Nr | Kierowca            | Konstruktor(-silnik) | Opony | Czas   | Odstęp | Strata |

### Wyścig
Źródła: statsf1.com
| P                                                     | + / – | Nr | Kierowca                     | Konstruktor    | Opony | Okr.  | Czas / Strata | Komentarz            |
| ----------------------------------------------------- | ----- | -- | ---------------------------- | -------------- | ----- | ----- | ------------- | -------------------- |
| 1                                                     | 2     | 8  | Peter Collins                | Ferrari        | E     | 36    | 2:40:00,3     |                      |
| 2                                                     | 6     | 6  | Paul Frère                   | Ferrari        | E     | 36    | +1:51,3       |                      |
| 3                                                     | 6     | 34 | Cesare Perdisa Stirling Moss | Maserati       | P     | 24 12 | +3:16,6       |                      |
| 4                                                     | 2     | 10 | Harry Schell                 | Vanwall        | P     | 35    | +1 okr.       |                      |
| 5                                                     | 6     | 22 | Luigi Villoresi              | Maserati       | P     | 34    | +2 okr.       |                      |
| 6                                                     | 9     | 20 | André Pilette                | Ferrari        | E     | 33    | +3 okr.       |                      |
| 7                                                     | 3     | 32 | Jean Behra                   | Maserati       | P     | 33    | +3 okr.       |                      |
| 8                                                     | 2     | 24 | Louis Rosier                 | Maserati       | P     | 33    | +3 okr.       |                      |
| Niesklasyfikowani                                     |       |    |                              |                |       |       |               |                      |
|                                                       |       | 2  | Juan Manuel Fangio           | Ferrari        | E     | 23    | +13 okr.      | przekładnia          |
|                                                       |       | 12 | Maurice Trintignant          | Vanwall        | P     | 11    | +25 okr.      | silnik               |
|                                                       |       | 28 | Piero Scotti                 | Connaught-Alta | P     | 10    | +26 okr.      | ciśnienie oleju      |
|                                                       |       | 30 | Stirling Moss                | Maserati       | P     | 10    | +26 okr.      | koło                 |
|                                                       |       | 4  | Eugenio Castellotti          | Ferrari        | E     | 10    | +26 okr.      | przekładnia          |
|                                                       |       | 26 | Horace Gould                 | Maserati       | D     | 2     | +34 okr.      | skrzynia biegów      |
|                                                       |       | 36 | Francisco Godia              | Maserati       | P     | 0     | +36 okr.      | wypadek              |
| Nie wystartowali / niedopuszczeni do ponownego startu |       |    |                              |                |       |       |               |                      |
|                                                       |       | 38 | Mike Hawthorn                | Maserati       | P     | 0     |               | wycofał się          |
|                                                       |       | 16 | Tony Brooks                  | BRM            | D     | 0     |               | samochód niedostępny |
| P                                                     | + / – | Nr | Kierowca                     | Konstruktor    | Opony | Okr.  | Czas / Strata | Komentarz            |

### Najszybsze okrążenie
Źródło: statsf1.com
| Nr | Kierowca      | Konstruktor | Czas   | Okr. |
| -- | ------------- | ----------- | ------ | ---- |
| 34 | Stirling Moss | Maserati    | 4:14,7 | 30   |

### Prowadzenie w wyścigu
Źródło: statsf1.com
| Nr                              | Kierowca           | Konstruktor | Okrążenia | Suma |
| ------------------------------- | ------------------ | ----------- | --------- | ---- |
| 2                               | Juan Manuel Fangio | Ferrari     | 5-23      | 19   |
| 8                               | Peter Collins      | Ferrari     | 24-36     | 13   |
| 30                              | Stirling Moss      | Maserati    | 1-4       | 4    |
| \| Wykres \| \| ------ \| \| \| |                    |             |           |      |
| Wykres                          |                    |             |           |      |
|                                 |                    |             |           |      |

## Klasyfikacja po wyścigu
Pierwsza piątka otrzymywała punkty według klucza 8-6-4-3-2, 1 punkt przyznawany był dla kierowcy, który wykonał najszybsze okrążenie w wyścigu. Klasyfikacja konstruktorów została wprowadzona w 1958 roku. Liczone było tylko 5 najlepszych wyścigów danego kierowcy.
Uwzględniono tylko kierowców, którzy zdobyli jakiekolwiek punkty
| P  | +/− | Kierowca                | Starty | Punkty | P1 | P2 | P3 | PP | NO | NS |
| -- | --- | ----------------------- | ------ | ------ | -- | -- | -- | -- | -- | -- |
| 1  | +8  | Peter Collins           | 3      | 11     | 1  | 1  | –  | –  | –  | 1  |
| 2  | +1  | Stirling Moss           | 3      | 11     | 1  | –  | 1  | –  | 1  | 1  |
| 3  | −2  | Jean Behra              | 3      | 10     | –  | 1  | 1  | –  | –  | –  |
| 4  | −2  | Juan Manuel Fangio      | 3      | 9      | 1  | 1  | –  | 3  | 2  | 1  |
| 5  | −1  | Pat Flaherty            | 1      | 8      | 1  | –  | –  | 1  | –  | –  |
| 6  | −1  | Sam Hanks               | 1      | 6      | –  | 1  | –  | –  | –  | –  |
| 6  | N   | Paul Frère              | 1      | 6      | –  | 1  | –  | –  | –  | –  |
| 8  | −2  | Luigi Musso             | 2      | 4      | 1  | –  | –  | –  | –  | 1  |
| 9  | −2  | Mike Hawthorn           | 1      | 4      | –  | –  | 1  | –  | –  | –  |
| 9  | −2  | Don Freeland            | 1      | 4      | –  | –  | 1  | –  | –  | –  |
| 11 | N   | Harry Schell            | 2      | 3      | –  | –  | –  | –  | –  | 1  |
| 12 | −2  | Johnnie Parsons         | 1      | 3      | –  | –  | –  | –  | –  | –  |
| 13 | N   | Cesare Perdisa          | 2      | 2      | –  | –  | 1  | –  | –  | –  |
| 14 | −3  | Hernando da Silva Ramos | 1      | 2      | –  | –  | –  | –  | –  | –  |
| 14 | −3  | Olivier Gendebien       | 1      | 2      | –  | –  | –  | –  | –  | –  |
| 14 | −3  | Dick Rathmann           | 1      | 2      | –  | –  | –  | –  | –  | –  |
| 14 | N   | Luigi Villoresi         | 1      | 2      | –  | –  | –  | –  | –  | –  |
| 18 | −4  | Eugenio Castellotti     | 3      | 1,5    | –  | –  | –  | –  | –  | 2  |
| 19 | −4  | Gerino Gerini           | 1      | 1,5    | –  | –  | –  | –  | –  | –  |
| 19 | −4  | Chico Landi             | 1      | 1,5    | –  | –  | –  | –  | –  | –  |
| 21 | −4  | Paul Russo              | 1      | 1      | –  | –  | –  | –  | 1  | 1  |
| P  | +/− | Kierowca                | Starty | Punkty | P1 | P2 | P3 | PP | NO | NS |